# Laurel und Hardy: With Love And Hisses
With Love And Hisses (englisch für ‚Mit Liebe und Zischen‘) ist ein Stummfilm, in dem das spätere Komiker-Duo Laurel und Hardy gemeinsam in den Hauptrollen auftraten. Seine Premiere erlebte der Kurzfilm am 28. August 1927 in Los Angeles.

## Handlung
Cuthbert Hope ist ein dümmlicher Soldat, der zur Armee fahren muss. Gemeinsam mit vielen anderen Soldaten fährt der Zug in das vorgesehene Feldlager. Der General Bustle verzweifelt gleich am ersten Tag an Cuthbert Hopes Unfähigkeit und ist umso mehr erleichtert, als der Unteroffizier mit Hope und einigen anderen Soldaten zu einem Gepäckmarsch aufbricht. Nach einer langen Wanderung durch die heiße Landschaft finden die Rekruten einen See vor, in dem sie baden gehen, während Cuthbert Hope auf die Uniformen aufpassen soll. Nach einer Weile der Aufsicht setzt dieser sich jedoch über den Befehl hinweg und begibt sich ebenfalls ins Wasser. Durch eine weggeworfene Zigarette Banners, entzündet sich der Kleiderhaufen, sodass die Rekruten halbnackt zum Lager zurück laufen müssen. Auf dem Weg dorthin verstecken sie sich hinter einer Werbetafel und werden zunächst von einem Stinktier und schließlich von einem Bienenschwarm verfolgt, der letztendlich im gesamten Lager Unruhe stiftet. In der Schlusssequenz ist zu sehen, wie die Rekruten mit von den Bienenstichen geschwollenem Hinterteil ihren Dienst wieder antreten müssen.

## Bezug zu anderen Filmen
With Love And Hisses ist der siebente Film, in dem Stan Laurel und Oliver Hardy gemeinsam auftraten. Die Dreharbeiten fanden im März 1927 statt. Zu dieser Zeit bildeten die Komiker noch kein offizielles Team, dennoch wurden sie häufig miteinander in einem Film in den Hauptrollen gezeigt, da beide bei Hal Roach unter Vertrag standen. Allerdings fanden viele dieser Streifen in den 1920er Jahren noch nicht ihren Weg in die deutschen Kinos, wobei nicht bekannt ist, ob möglicherweise spätere Filme dieser Zeit durch den deutschen Film-Verleih UFA gezeigt wurden.
With Love And Hisses wurde im deutschen Sprachraum insgesamt sechs Mal neu veröffentlicht, jedes Mal unter einem anderen Titel. 1964 erstmals unter dem Titel „Mit Gruß und Schuss“ beim ARD ausgestrahlt, folgten in den Jahren 1965 und 1966 Ausstrahlungen beim DFF, einmal im Rahmen der Lachparade sowie unter dem Titel „Müde Helden“. Weiters wurde der Kurzfilm 1971 als „Schicksal in Uniform“, 1976 als „Käse mit Knoblauch“ und 1998 als „Beim Militär“ gezeigt. Auf der deutschen Kauf-DVD von Kinowelt erschien der Film unter seinem Originaltitel.

## Sonstiges
- With Love And Hisses weist einige Elemente auf, die in späteren Laurel-und-Hardy-Filmen wieder verwendet wurden. Darunter beispielsweise der Drill im Feldlager in Die Teufelsbrüder (1932) oder der Bienenschwarm in Wir sind vom schottischen Infanterie-Regiment (1935).
- Die Werbetafel, hinter denen sich die halbnackten Soldaten auf ihrem Weg zum Feldlager verstecken, ist vom Stummfilm-Drama Der Wolgaschiffer (1926).